# Akihito (prénom)
Pour les articles homonymes, voir Akihito (homonymie).
Akihito (あきひと) est un prénom japonais masculin.